# المطالبات الإقليمية في المنطقة القطبية الشمالية

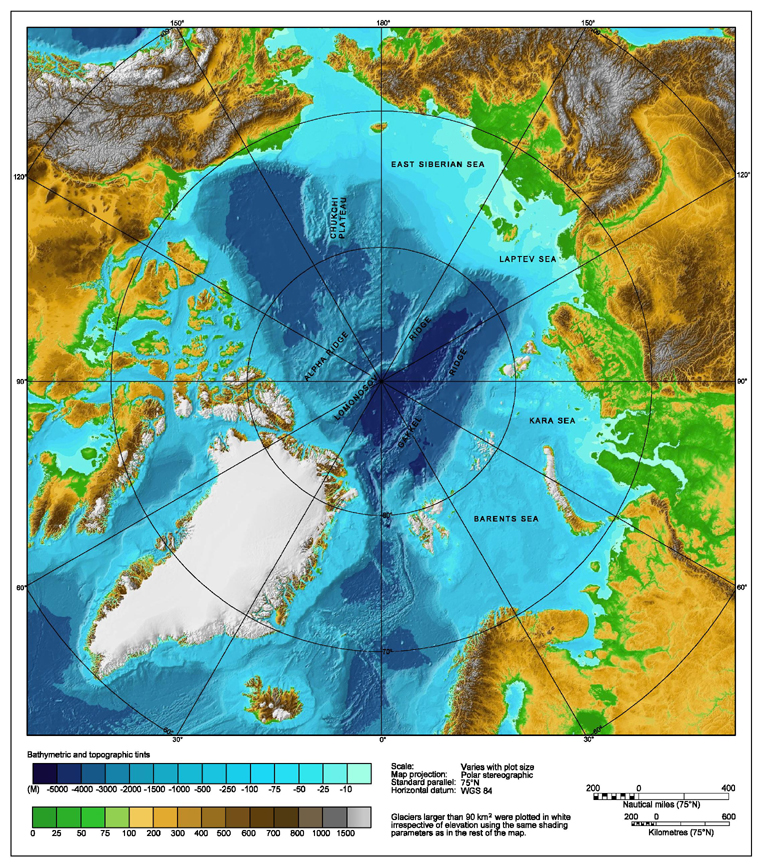
طوبوغرافية المنطقة القطبية الشمالية

تتكون المنطقة القطبية الشمالية من يابسة ومياه داخلية وبحار إقليمية ومناطق اقتصادية خالصة ومياه دولية أعلى الدائرة القطبية الشمالية (خط عرض 66 درجة و33 دقيقة شمالًا). تخضع كامل اليابسة والمياه الداخلية والبحار الإقليمية والمناطق الاقتصادية الخالصة في المنطقة القطبية الشمالية لولاية واحدة من ثماني دول ساحلية في المنطقة؛ وهي كندا والدنمارك (عبر جرينلاند) وفنلندا وآيسلندا والنرويج وروسيا والسويد والولايات المتحدة (عبر ألاسكا). وينظم القانون الدولي هذه المنطقة كما هي الحال في أي جزء آخر من العالم.
لا يتبع القطب الشمالي ومنطقة المحيط المتجمد الشمالي المحيطة به لأي دولة بموجب القانون الدولي. تقتصر ولاية دول القطب الشمالي الخمسة المحيطة به على بحر إقليمي حتى 12 ميلًا بحريًا (22 كم؛ 14 ميل) ومنطقة اقتصادية خالصة حتى 200 ميل بحري (370 كم؛ 230 ميل) المجاورة لسواحلها؛ تقاس من خطوط الأساس المعلنة والتي وضعتها الأمم المتحدة. وتتبع المياه الواقعة وراء البحار الإقليمية التي يبلغ طولها 12 ميلًا بحريًا (22 كم؛ 14 ميلًا) الدول الساحلية «أعالي البحار» (أي المياه الدولية). في حين تُعد المياه وقاع البحر التي لم يتم التأكد من امتدادها من الرف القاري إلى ما وراء المناطق الاقتصادية الخالصة «إرثًا للبشرية جمعاء». ولا يمكن وضع مصايد الأسماك في هذه المياه إلا بموجب معاهدة دولية، وتدير السلطة الدولية لقاع البحار التابعة للأمم المتحدة استكشاف واستغلال الموارد المعدنية في قاع البحر وتحته في هذه المناطق.
عند التصديق على اتفاقية الأمم المتحدة لقانون البحار، يكون للبلد فترة عشر سنوات لتقديم مطالباته برف قاري على امتداده، وإذا ما جرى التحقق من صحته، يحصل البلد على حقوق حصرية في الموارد الموجودة في قاع البحار التابعة له أو تحت مساحة الرف على امتداده. أطلقت النرويج وروسيا وكندا والدنمارك مشاريع لتوفير أساس للمطالبة بقاع البحر على الرفوف القارية الممتدة خارج مناطقها الاقتصادية الخالصة. وقعت الولايات المتحدة، على اتفاقية الأمم المتحدة لقانون البحار، لكنها لم تصادق عليها بعد.
تُعد حالة بعض أجزاء منطقة المحيط المتجمد الشمالي محل نزاع لأسباب مختلفة، إذ تعتبر كل من كندا والدنمارك والنرويج وروسيا والولايات المتحدة أجزاءً من محيط القطب الشمالي مياه وطنية (مياه إقليمية تصل إلى 12 ميلًا بحريًا [22 كم]) أو مياه داخلية. ويوجد أيضًا بعض الخلافات حول الممرات التي تشكل ممرات بحريةً دوليةً وحقوق المرور على امتدادها. وتُعد جزيرة هانز اليابسة الوحيدة المتنازع عليها في القطب الشمالي؛ إذ تطالب كل من كندا والدنمارك بها بسبب سبب موقعها في وسط مضيق.

## جزيرة هانز
تقع جزيرة هانز في مضيق ناريس، وهو معبر مائي يمتد بين جزيرة إليسمير (الجزء الشمالي من نونافوت، كندا) وجرينلاند (التابعة للدنمارك). سُميت الجزيرة الصغيرة غير المأهولة، والتي تبلغ مساحتها 1.3 كيلومتر مربع (0.5 ميل مربع)، باسم هانز هندريك من جرينلاند والقطب الشمالي.
تفاوضت كندا والدنمارك على الإحداثيات الجغرافية للرف القاري في عام 1973، ووصلا إلى الاتفاق المتمثل بمعاهدة تعيين الحدود التي صادقت عليها الأمم المتحدة في 17 ديسمبر 1973، ودخلت حيز التنفيذ منذ 13 مارس 1974. تسرد المعاهدة 127 نقطةً جغرافيةً (حسب خطوط الطول والعرض) من مضيق دافيس حتى نهاية قناة روبسون، إذ يصب مضيق ناريس في بحر لنكولن؛ وعلى الرغم من الاعتماد على الخطوط الجيوديسية بين هذه النقاط لرسم الحدود. إلا أن المعاهدة لا ترسم خطًا من النقطة 122 (80 ° 49′2 شمالًا 66 ° 29′0 ″ غربًا) إلى النقطة 123 (80 ° 49′8 ″ شمالًا 66 ° 26′3 غربًا)؛ أعلى مسافة 875 م (0.54 ميل). وتقع جزيرة هانز في وسط هذه المنطقة.
وُضعت الأعلام الدنماركية في جزيرة هانز في أعوام 1984 و1988 و1995 و2003، وسط احتجاجات رسمية من الحكومة الكندية، كما توقف وزير الدفاع الكندي السابق بيل غراهام بشكل مفاجئ في جزيرة هانز خلال رحلة إلى القطب الشمالي في يوليو 2005، ما أدى إلى خلاف دبلوماسي آخر بين الحكومتين، إلى أنهما وصلتا إلى هدنة في سبتمبر من نفس العام.
ادعت كندا أن جزيرة هانز كانت موجودةً بشكل واضح في أراضيها، إذ أن الخرائط الطبوغرافية التي استخدمت في الأصل عام 1967 لتحديد إحداثيات الجزيرة أظهرت بوضوح وجود الجزيرة بأكملها على الجانب الكندي من خط تعيين الحدود. ومع ذلك، راجع المسؤولون الفيدراليون بمراجعة أحدث صور الأقمار الصناعية في يوليو 2007، وأقروا بأن الخط مر تقريبًا عبر وسط الجزيرة. هذا يترك في الوقت الحالي ملكية الجزيرة محل نزاع، مع احتمالية أن تكون هناك مطالبات بشأن مناطق الصيد والوصول المستقبلي إلى الممر الشمالي الغربي على المحك أيضًا.
بدأت حكومتا البلدين في أبريل 2012 مفاوضات، قد تؤدي في النهاية إلى تقسيم الجزيرة إلى نصفين تقريبًا؛ وانتهت المفاوضات في نوفمبر 2012 مع تقديمها لوصف أكثر دقةً للحدود، لكنها لم تحل النزاع على جزيرة هانز. قد تكون السيادة المشتركة أحد الحلول الممكنة لحل المشاكل المتعلقة بملكية الجزيرة.

## الممر الشمالي الغربي

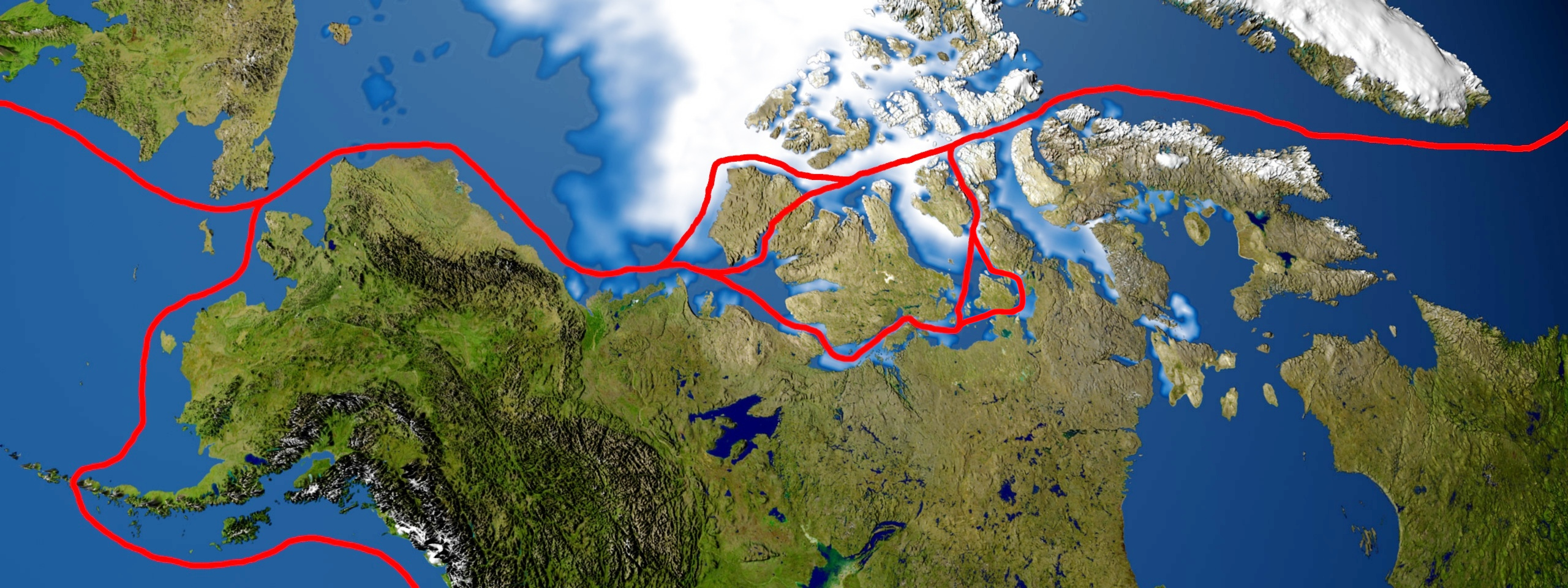
الممر الشمالي الغربي: طريق تاريخي عبر القطب الشمالي في خرائط أمريكا الشمالية

يُعد الوضع القانوني للممر الشمالي الغربي موضع نزاع أيضًا، إذ تعتبره كندا جزءًا من مياهها الداخلية وفقًا لاتفاقية الأمم المتحدة لقانون البحار؛ في حين تعتبره الولايات المتحدة ومعظم الدول البحرية مضيقًا دوليًا، ما يعني أن السفن الأجنبية لها الحق في «المرور العابر». هذا يعني امتلاك كندا الحق في سن قوانين الصيد والقوانين البيئية والقوانين المالية وتلك الخاصة بالتهريب؛ وكذلك القوانين التي تهدف إلى ضمان سلامة النقل البحري، في حين أنها لا تمتلك الحق في إغلاق الممر. وتُعد اللوائح البيئية المسموح بها بموجب اتفاقية الأمم المتحدة لقانون البحار أقل حزمًا من تلك التي سيُعمل بها إذا كان الممر الشمالي الغربي جزءًا من المياه الداخلية لكندا.